# Molen van Broeckem

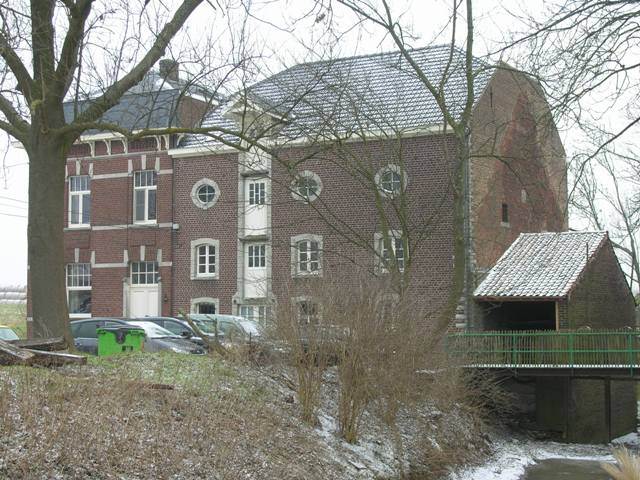
Molen van Broeckem

De Molen van Broeckem (ook: Molen van Utsenaken) is een watermolen in de tot de Vlaams-Brabantse gemeente Tienen behorende plaats Oplinter, gelegen aan de Utsenakenweg 26.
Deze onderslagmolen op de Grote Gete fungeerde als korenmolen en ook als oliemolen.
Het onderslagrad is ingebouwd.

## Geschiedenis
Al in 1248 werd melding gemaakt van een watermolen op deze plaats. In de nabijheid lag ook de Molen van Nederhem en het was deze molen die later als Molen van Broeckem werd vermeld. Deze werd door de heer van Oplinter aan het Klooster van Maagdendaal geschonken. In de 15e eeuw was al sprake van een dubbelmolen. Naast de korenmolen was er een olie- of schorsmolen. In 1783 werd de molen nog hersteld. In 1797 werd de molen openbaar verkocht en kwam in handen van particulieren. Hij fungeerde toen ook wel als volmolen.
Omstreeks 1905 kwam een eind aan het volmolenbedrijf. De korenmolen, in 1937 gemoderniseerd, bleef tot 1970 in bedrijf.
Het binnenwerk van de korenmolen is nog aanwezig. De op een eiland gelegen oliemolen werd omgebouwd tot vakantiewoning.